# تپه عزیز جمینه
تپه عزیز جمینه مربوط به سده‌های میانه دوران‌های تاریخی پس از اسلام است و در شهرستان کرمانشاه، بخش کوزران، دهستان سنجابی، روستای ملکشاه واقع شده و این اثر در تاریخ ۲۶ اسفند ۱۳۸۶ با شمارهٔ ثبت ۲۱۷۸۸ به‌عنوان یکی از آثار ملی ایران به ثبت رسیده است.